# Under the Midnight Sun
Under the Midnight Sun è l'undicesimo album in studio del gruppo musicale britannico The Cult, pubblicato nel 2022.

## Tracce
1. Mirror (Ian Astbury, Billy Duffy, Tom Dalgety) - 3:48
2. A Cut Inside (Astbury, Duffy) - 3:59
3. Vendetta X (Astbury, Duffy) - 3:23
4. Give Me Mercy (Astbury, Duffy, Dalgety) - 3:37
5. Outer Heaven (Astbury, Duffy, Dalgety) - 4:54
6. Knife Through Butterfly Heart (Astbury, Duffy) - 6:04
7. Impermanence (Astbury, Duffy, Dalgety) - 4:13
8. Under the Midnight Sun (Astbury, Duffy, Dalgety) - 5:04

## Formazione
- Ian Astbury - voce, percussioni
- Billy Duffy - chitarra elettrica, chitarra acustica
- Charlie Jones - basso
- Ian Matthews - batteria, percussioni
- Damon Fox - piano, Fender Rhodes
- Tom Dalgety - chitarra, tastiera